# Championnat d'Afrique de lutte traditionnelle
Le Championnat d’Afrique de lutte traditionnelle est une compétition sportive de lutte organisée en Afrique.

## Éditions
| N° | Édition | Ville       | Pays         | Date               |
| -- | ------- | ----------- | ------------ | ------------------ |
| 1  | 1995    | Niamey      | Niger        | -                  |
| -  | 2000    | Niamey      | Niger        | -                  |
| 6  | 2005    | Ouagadougou | Burkina Faso | 30 avril - 1er mai |
| 7  | 2006    | Conakry     | Guinée       | 18 - 22 février    |
| 8  | 2007    | Dakar       | Sénégal      | 26 - 30 juin       |
| -  | 2013    | Ndjamena    | Tchad        | -                  |

## 1reédition
La 1re édition s'est tenu à Niamey (Niger).

## 6eédition

### Présentation
La 6e édition s’est tenu le 30 avril et le 1er mai 2005 à Ouagadougou (Burkina Faso), avec la présence de lutteurs du Bénin, du Burkina Faso, du Niger et du Sénégal.

### Palmarès
Médailles d’Or :
- Catégorie 65 kg :  Basile Konané
- Catégorie 75 kg :  Hermann Konané
- Catégorie 85 kg :  Athanasse Moussiané
- Catégorie 100 kg :  Harouna Balla
- Catégorie +100 kg :  Youssouf N'Dour

### Palmarès coupe
- 2006 BURKINA --

- 2004 SENEGAL  --

- 2002 SENEGAL  --

- 2000 SENEGAL  --

- 1998 SENEGAL  --

- 1996 SENEGAL  --